# Varia Kasparova
Varia Kasparova (1875-1941), foi uma revolucionária bolchevique russa.

## Biografia
Durante a Guerra Civil Russa, organizou a União dos Comissários Políticos do Exército Vermelho.
Aliada política de Trotski, juntou-se à Oposição de Esquerda.
Em 1930, juntamente com Vladimir Kosior, Nikolai Muralov e Christian Rakovski, escreveu uma carta ao Comitê Central do Partido Comunista da União Soviética, onde afirmava: "Diante de nossos olhos, segue formando-se uma grande classe de governantes que tem seus próprios interesses internos e que cresce mediante uma cooptação bem calculada, através de promoções burocráticas e de um sistema eleitoral fictício. O elemento aglutinador dessa classe original é uma forma singular de propriedade privada: o poder estatal."
Quando a URSS caiu sob o domínio stalinista, ela foi presa e executada, junto com Rakovski.